# Fortunato Baldelli
Fortunato Baldelli (Valfabbrica, 6 d'agost de 1935 - Roma, 20 de setembre de 2012) va ser un sacerdot, arquebisbe i cardenal italià catòlic. Diplomàtic de la Santa Seu va ser nunci apostòlic a diversos països i va servir com a Penitenciari major de la Penitenciaria apostòlica des de 2009, quan va ser nomenat pel papa Benet XVI.

## Biografia
Després d'acabar la seva educació primària, en 1947 va entrar al Seminari d'Assís, on va acabar la seva educació secundària. A la mort dels seus pares va ser capaç de continuar la seva formació gràcies a l'ajuda dels seus germans i l'assistència de Bisbe Plácido Nicolini d'Assís. En 1957 el bisbe Nicolini el va enviar al Seminari Major Romà, va assistir a la Pontifícia Universitat Lateranense, a Roma, i va obtenir la llicenciatura en teologia. Enviat pel seu bisbe, de 1964 a 1966 va estudiar diplomàcia en la prestigiosa Acadèmia Pontifícia Eclesiàstica. Va arribar a obtenir el doctorat en Dret Canònic. A més d'italià, parla francès, espanyol i portuguès.
Baldelli va ser ordenat sacerdot per a la diòcesi d'Assís-Nocera Umbra-Gualdo Tadino, el 18 de març de 1961. De 1961 a 1964, va ser vice-rector del Seminari Menor d'Assís. Va entrar en el servei diplomàtic de la Santa Seu en 1966. Adjunt en la Nunciatura a Cuba, 1966-1967; secretari, 1967-1970. Secretari a la República Àrab Unida (Egipte), 1970-1974. En 1974, va tornar a la Secretaria d'Estat, i més tard, va ser traslladat al Consell per als Afers Públics de l'Església. En 1979, va ser nomenat enviat especial amb funcions d'observador permanent de la Santa Seu davant el Consell d'Europa a Estrasburg.
El 12 de febrer de 1983, el papa Joan Pau II el va nomenar arquebisbe titular de Mevania, i enviat com a delegat apostòlic a Angola. En 1985 va ser nomenat Pro-Nunci Apostòlic a São Tomé i Príncipe, i en 1991 com Nunci Apostòlic a la República Dominicana. Va exercir com Nunci Apostòlic al Perú des del 23 d'abril de 1994 fins que va ser nomenat nunci apostòlic a França el 19 de juny de 1999, succeint l'arquebisbe Mario Tagliaferri, qui va morir inesperadament el 21 de maig. Va treballar com a Nunci Apostòlic a França des de 1999 fins al seu nomenament com Penitenciari major de la Penitenciaria apostòlica, el 2 de juny de 2009 pel papa Benet XVI. S'hi ocupà de la remissió dels pecats més greus, així com les indulgències. A més dels seus deures com a Penitenciari Major, va ser nomenat membre de la Congregació per a les Causes dels Sants el 24 de juliol de 2010 per un període de cinc anys.
El cardenal Baldelli va estar present en la coronació d'Albert II, Príncep de Mònaco com a Nunci Apostòlic (no resident) a Mònaco, i va llegir la carta de bons desitjos i benediccions del papa Benet XVI.
El 20 d'octubre de 2010, el papa Benet XVI va anunciar que anava a estar entre la llista dels nous cardenals que es crearien en el consistori el 20 de novembre. Va ser creat cardenal diaca de Sant Anselmo all'Aventino. Al desembre de 2010 va ser nomenat membre de la Congregació per a les Causes dels Sants. El 29 de gener 2011 va ser nomenat membre de la Secretaria d'Estat (segona secció).
Es va retirar del seu càrrec el 5 de gener de 2012 després del nomenament de l'arquebisbe Manuel Monteiro de Castro com el seu successor. Va morir a Roma la nit del dijous 20 de setembre de 2012. En un telegrama de condol del Papa i oracions sobre la mort del Cardenal Baldelli, enviat al seu germà Piero Baldelli pel papa Benet XVI, el cardenal Baldelli va ser elogiat pel seu "... testimoniatge exemplar de vida cristiana ..." i el seu "... diligent i lleial servei a la Santa Seu ..." El telegrama no va afirmar ni va al·ludir a la causa del decés. La Missa fúnebre pel cardenal Baldelli es va celebrar el dissabte 22 de setembre de 2012, a les 6:00 pm, en l'altar de la Catedral de la Basílica de Sant Pere pel cardenal secretari Emèrit d'Estat, Angelo Sodano, Degà del Sacre Col·legi de Cardenals i el cardenal-bisbe d'Albano i Ostia, juntament amb altres cardenals, arquebisbes i bisbes.